# Cyperochloeae
Cyperochloeae, tribus trava u potporodici Panicoideae. Postoje dva priznata roda, svaki sa jednom vrstom.

## Rodovi
1. Cyperochloa Lazarides & L. Watson (1 sp.)
2. Spartochloa C. E. Hubb. (1 sp.)